# Roland Schoeman
Roland Mark Schoeman (ur. 3 lipca 1980 w Pretorii) – południowoafrykański pływak specjalizujący się wyścigach sprinterskich w stylu dowolnym, mistrz olimpijski i trzykrotny mistrz świata, były rekordzista świata.

## Kariera
W 2004 roku na igrzyskach olimpijskich w Atenach zdobył trzy medale. W sztafecie 4 × 100 m stylem dowolnym wraz z Lyndonem Fernsem, Darianem Townsendem i Rykiem Neethlingem wywalczył złoto i czasem 3:13,17 min pobił rekord świata. Schoeman, który płynął na pierwszej zmianie sztafety ustanowił także nowy rekord Afryki (48,17) na dystansie 100 m stylem dowolnym. Kilka dni później, w konkurencji 100 m stylem dowolnym został wicemistrzem olimpijskim, uzyskawszy w finale czas 48,23 (0,06 s wolniejszy od zwycięzcy wyścigu). Na dystansie dwukrotnie krótszym zajął trzecie miejsce (22,02).
W 2005 roku Schoeman odrzucił propozycje startów w barwach Kataru, chociaż mógł zarobić na tym 5,9 miliona dolarów.

### Rekordy świata
| Konkurencja               | Basen      | Rezultat    | Data             | Miejsce          | Status                                  |
| ------------------------- | ---------- | ----------- | ---------------- | ---------------- | --------------------------------------- |
| 4 × 100 m stylem dowolnym | 50-metrowy | 3:13,17 min | 15 sierpnia 2004 | Ateny            | do 19 sierpnia 2006 · Stany Zjednoczone |
| 50 m stylem motylkowym    | 50-metrowy | 23,01 s     | 24 lipca 2005    | Montreal         | do 25 lipca 2005                        |
| 50 m stylem motylkowym    | 50-metrowy | 22,96 s     | 25 lipca 2005    | Montreal         | do 5 kwietnia 2009 Rafael Muñoz         |
| 50 m stylem dowolnym      | 25-metrowy | = 21,31 s   | 23 marca 2000    | Minneapolis      | do 23 marca 2000 Anthony Ervin          |
| 50 m stylem dowolnym      | 25-metrowy | 20,98 s     | 12 sierpnia 2006 | Hamburg          | do 18 listopada 2007 Stefan Nystrand    |
| 50 m stylem dowolnym      | 25-metrowy | 20,64 s     | 7 września 2008  | Germiston        | do 11 grudnia 2008 Amaury Leveaux       |
| 50 m stylem dowolnym      | 25-metrowy | 20,30 s     | 8 sierpnia 2009  | Pietermaritzburg | do 5 grudnia 2014 Florent Manaudou      |
| 100 m stylem zmiennym     | 25-metrowy | 52,51 s     | 18 stycznia 2005 | Sztokholm        | do 22 stycznia 2005 Ryk Neethling       |
| 100 m stylem dowolnym     | 25-metrowy | = 46,25 s   | 22 stycznia 2005 | Berlin           | do 17 listopada 2007 Stefan Nystrand    |

## Sukcesy
- Mistrzostwa świata
  - Złoty medal na 50 metrów stylem dowolnym - Montreal 2005
  - Złoty medal na 50 metrów stylem motylkowym - Montreal 2005
  - Złoty medal na 50 metrów stylem motylkowym - Melbourne 2007
  - Srebrny medal na 100 metrów stylem dowolnym - Montreal 2005
  - Brązowy medal na 50 metrów stylem dowolnym - Fukuoka 2001
- Igrzyska Wspólnoty Brytyjskiej
  - Złoty medal na 50 metrów stylem dowolnym - Melbourne 2006
  - Złoty medal na 50 metrów stylem motylkowym - Melbourne 2006
  - Złoty medal w sztafecie 4 × 100 metrów stylem dowolnym - Melbourne 2006
  - Złoty medal na 50 metrów stylem dowolnym - Manchester 2002
  - Srebrny medal na 50 metrów stylem motylkowym - Manchester 2002
  - Srebrny medal w sztafecie 4 × 100 metrów stylem dowolnym - Manchester 2002
- Mistrzostwa Pacyfiku
  - Srebrny medal na 50 metrów stylem dowolnym - Victoria 2006
  - Brązowy medal na 100 metrów stylem dowolnym - Victoria 2006